# Magdalena Centro (província)

Província de Magdalena Centro.

Magdalena Centro é uma província do departamento de Cundinamarca, Colômbia.

## Municípios
A província é dividida em 7 municípios:
1. Beltrán
2. Bituima
3. Chaguaní
4. Guayabal de Síquima
5. Pulí
6. San Juan Rioseco
7. Vianí.